# واد

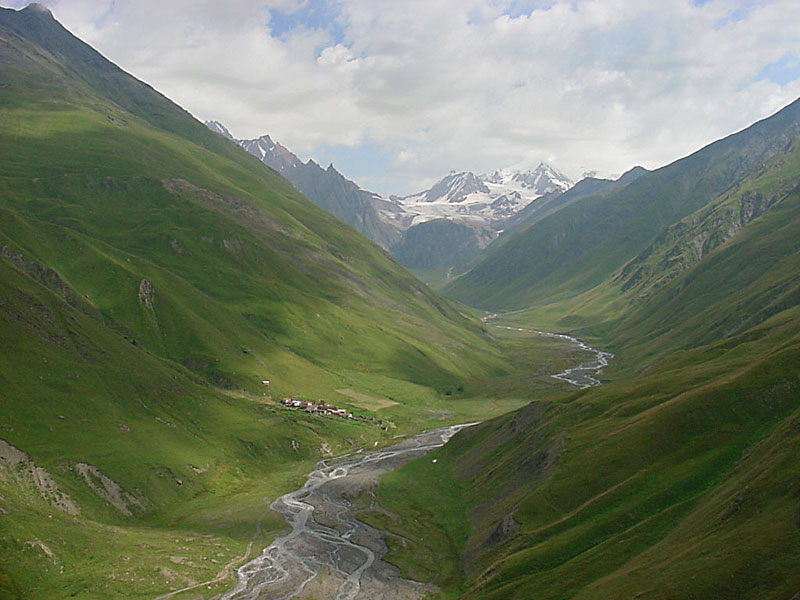
وادي قرب تفليس.

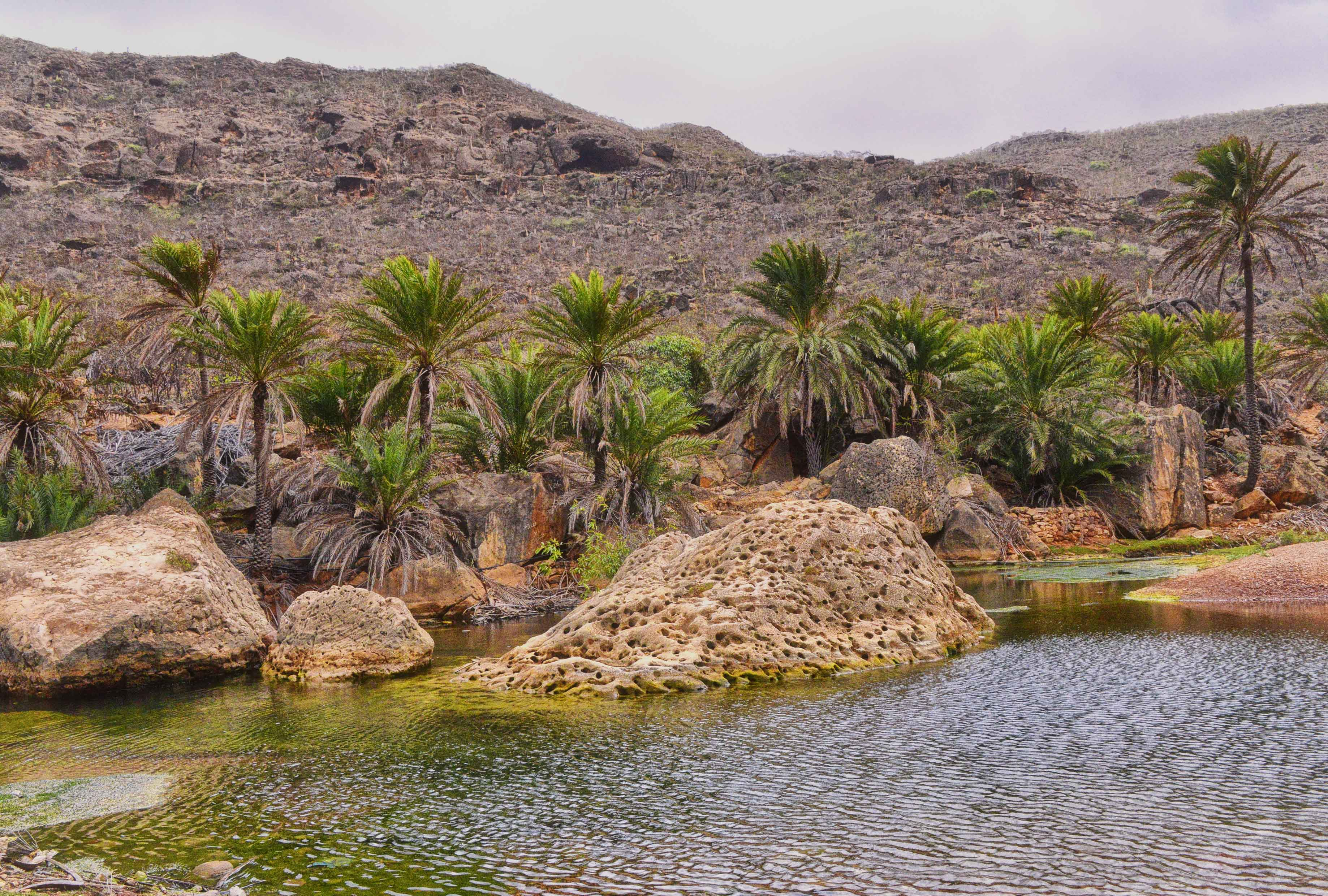
واد ذو زرع في جزيرة سقطرى

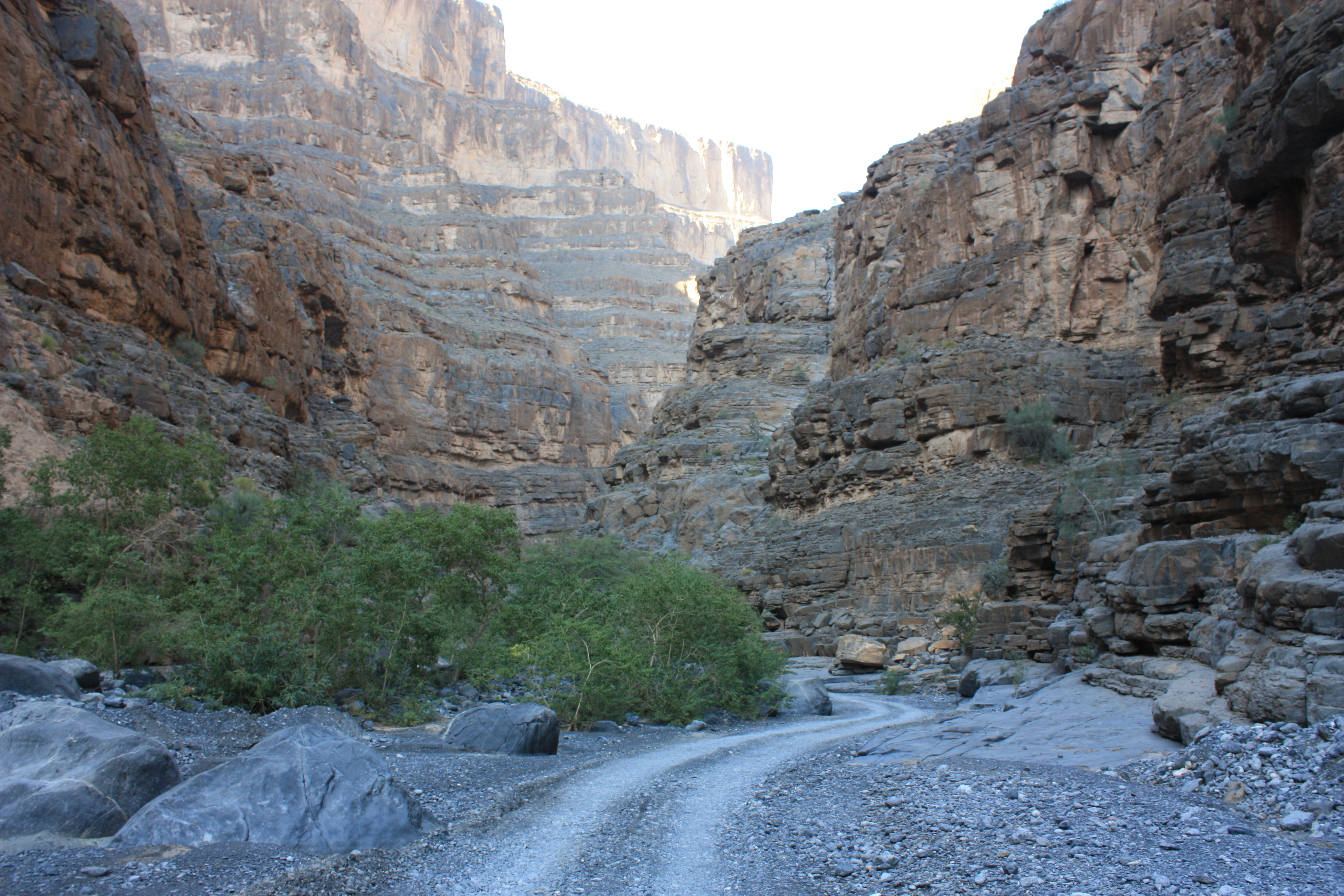
واد شديد الانحدار في عُمان

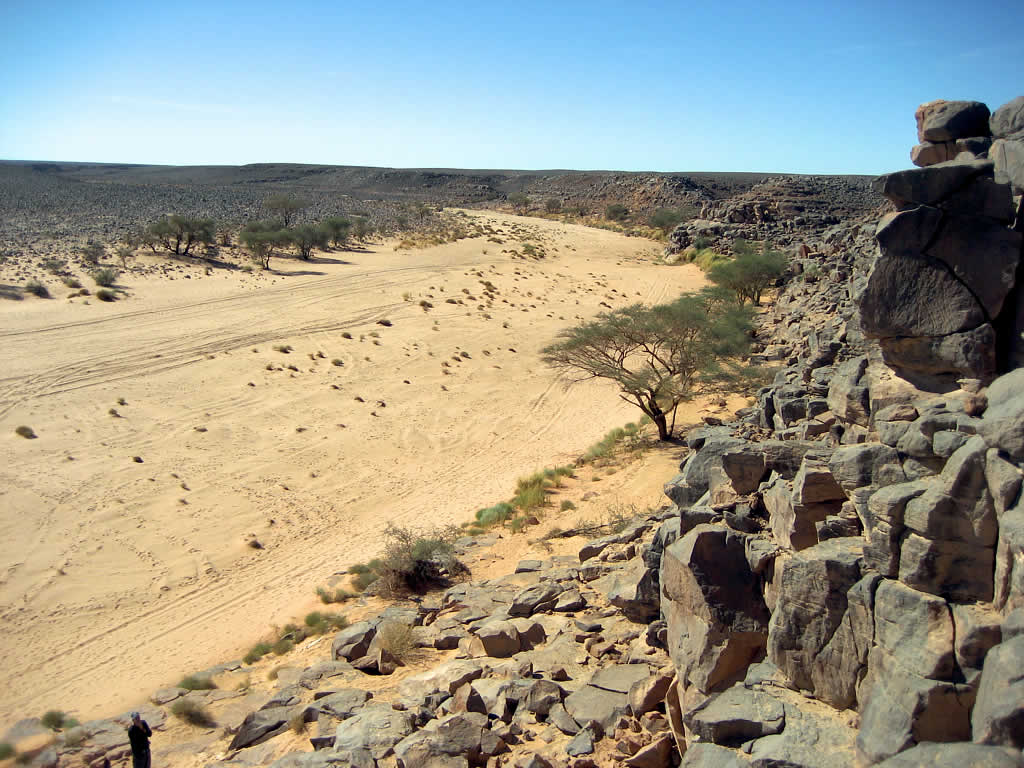
واد في ليبيا

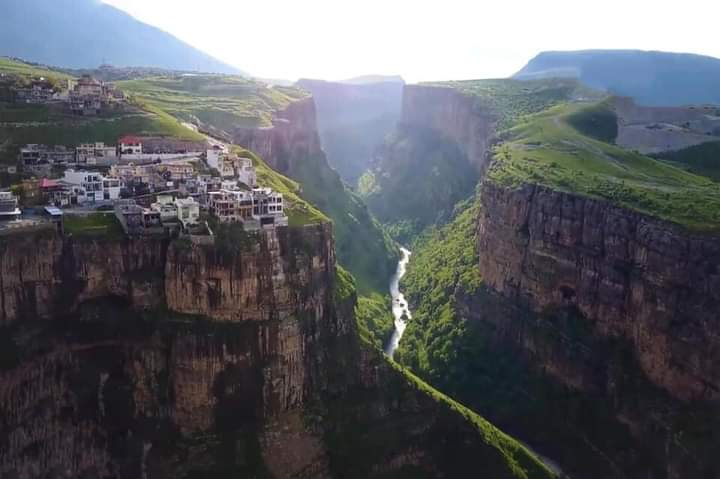
كلي - خال رش (خاله ره ش)

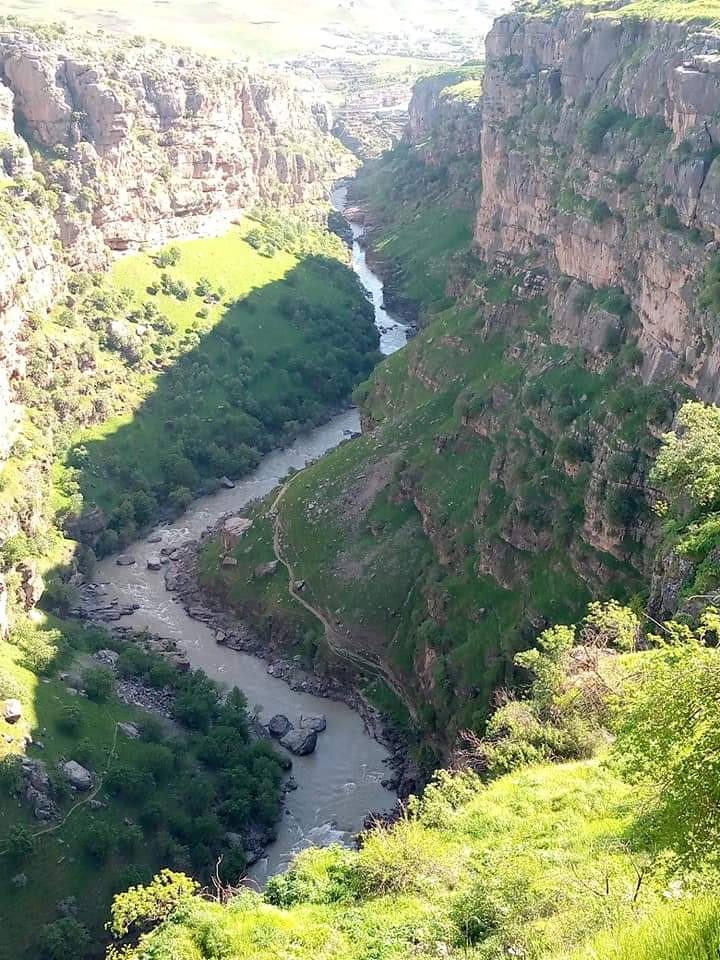
وادي رواندز

الوادِي هو حوض أو منخفض طبيعي على سطح الأرض. تمتد الأودية بين السهول والهضاب والجبال. وتسيل الأنهار والسيول التي تتدفق في الأودية، تدريجياً من الأراضي الداخلية إلى المحيط. وتمتاز أراضي الأودية بخصوبتها، مما يجعلها صالحة للزراعة. وتتشابه الأودية في الشكل، ويسمى أسفل الوادي أرضية الوادي. وتنحدر معظم أراضي الأودية في اتجاه مجرى النهر. وللأودية الجبلية أرضية ضيقة ولكن تمتد أرضية الوادي في السهول المنخفضة لعدة كيلومترات في العرض. وتسمى أرضية الوادي الموازية لضفة النهر بالسهل الفيضي، وعندما يفيض النهر فوق ضفتيه، تغمر مياهه سهل الوادي. وفي بعض الأحيان، يكون مثل هذا الفيضان مفيداً، لأنه يخصب الأرض بإضافة مواد غذائية للتربة. أما الفيضانات العنيفة فقد تجرف المحاصيل، والأبنية وأحياناً تقتل الناس. تسمى جوانب الوادي حوائط الوادي، أو منحدرات الوادي. أما التقاطع الذي ينتج من التقاء منحدر واديين متجاورين فيسمى خط تقسيم المياه.

## أنواع الأودية
تنقسم الأودية من حيث نشأتها إلى عدة أنواع:
1. الأودية الالتوائية وهي تمثل مناطق الثنيات المنخفضة في المناطق الالتوائية بينما تحتل الجبال مناطق الثنيات المحدبة ومن أمثلتها أودية الجورا والألب ووادي أبرو في إسبانيا وأودية الروكي ومنها سان جواكين في أمريكا الشمالية وأودية شرقي الهملايا وتفريعاتها في جنوب شرقي آسيا مثل أودية ميكونج ويانجتسي كيانج.
2. الأودية الانكسارية وتنشأ نتيجة لهبوط الأرض بين الانكسارات المتوازية وتسمى بالأودية الأخدودية ومنها وادي الراين ووادي نهر العاصي في سوريا.
3. الأودية الحاتية وتنشأ نتيجة لفعل مختلف عوامل التعرية مثل الأودية النهرية التي أنشأها الماء الجاري والأودية الجليدية التي نحتت بفعل الجليد والأودية الجافة التي توجد في المناطق الصحراوية والتي ساهم في نشأتها عامل المياه خصوصاً أثناء نزول الأمطار أو بسبب عامل الرياح.

## تكون الأودية
تتكون معظم الأودية على الأرض اليابسة بفعل جريان مياه الأنهار، والجداول، وبفعل التعرية التي تحدثها المنحدرات المؤدية لها. تحرك التعرية المواد إلى المنحدرات المؤدية إلى أرضية الوادي، حيث تحملها المياه إلى بحيرة أو إلى المحيط، وربما يزداد مجرى المياه عمقًا. وتتكون الأودية المعلقة، في الغالب، عندما تكون التعرية في الوادي الرئيسي أكثر منها في الوادي الجانبي.
يتكون الوادي أيضًا، في حالة انخفاض جزء كبير من سطح الأرض عن المنطقة المحيطة به، ويسمى الوادي المتكوِّن بهذه الطريقة، وادي الأخدود. ويمتد أحد هذه الأودية حوالي 6,400 كم، من بحيرة طبريا جنوبًا عبر البحر الأحمر وإلى جنوب شرقي أفريقيا.
أما الأودية المتجمدة فهي الأودية التي توسعت بفعل المثالج، وتوجد هذه الأودية في أعالي قمم الجبال، وتشبه شكل حدوة الحصان.